# Scientific Working Group on Digital Evidence
O Scientific Working Group on Digital Evidence (SWGDE), em português Grupo de Trabalho Científico sobre Evidência Digital, reúne organizações ativamente engajadas no campo da evidência digital e multimídia para promover a comunicação e a cooperação, além de garantir qualidade e consistência na comunidade forense.

## História
Formado em 1998, o Grupo de Trabalho Científico sobre Evidência Digital reúne organizações policiais, acadêmicas e comerciais ativamente engajadas no campo da ciência forense digital para desenvolver diretrizes e padrões interdisciplinares para recuperação, preservação e análise de evidência digital. Originalmente chamado de Technical Working Group (TWG) on Digital Evidence, em português Grupo de Trabalho Técnico sobre Evidência Digital, tornou-se SWGDE quando os TWGs foram renomeados para Grupos de Trabalhos Científicos (SWGs) em 1999, a fim de distinguir os grupos de trabalho de longo prazo, suportados pelo Federal Bureau of Investigation, dos grupos de trabalho técnico de curto prazo, suportados pelo National Institute of Justice. Os SWGs são grupos em andamento que se reúnem pelo menos uma vez por ano e têm membros federais, estaduais e locais. O objetivo desses grupos é abrir linhas de comunicação entre órgãos policiais e laboratórios forenses em todo o mundo, fornecendo orientações sobre o uso de tecnologias e técnicas novas e inovadoras. Os membros iniciais do SWGDE eram constituídos pelos Laboratórios Forenses Federais, bem como representantes de várias agências que realizavam forense digital fora do laboratório forense tradicional. Logo, representantes de órgãos estaduais e locais foram convidados a participar. Hoje, os membros são órgãos federais, estaduais e locais de aplicação da lei, organizações acadêmicas e entidades comerciais.
A primeira reunião do SWGDE foi realizada em julho de 1998 e o grupo definiu evidência digital como "qualquer informação de valor probatório que seja armazenada ou transmitida em forma binária". Isso inclui texto digitalizado, números, som, imagens e vídeo. "Binário" foi posteriormente alterado para "digital". Alguns dos primeiros trabalhos do SWGDE exploraram os princípios da ciência forense digital e desenvolveram algumas definições de linha de base. Em 1999, a pedido do Grupo dos Oito (G8), a International Organization on Computer Evidence (IOCE), em português Organização Internacional de Provas de Computador, que não é mais uma organização em funcionamento, com contribuições do SWGDE, criou um conjunto de princípios e definições que o grupo considerava como o mais próximo possível do universal. Esses princípios foram publicados na revista Forensic Science Communications e submetidos ao G8. Os princípios foram adotados pelo G8 em 2001. Em 2003, o SWGDE publicou diretrizes para treinamento e melhores práticas. Como resultado desses esforços, a The American Society of Crime Laboratory Directors (ASCLD), em português Sociedade Americana de Diretores de Laboratórios de Crime, aprovou a evidência digitail como parte de seu processo de credenciamento para laboratórios de crime em 2003. Hoje, a disciplina é conhecida como Evidência Digital e Multimídia e compreende as sub-disciplinas de computação forense, áudio, vídeo e imagem.

## Organização do SWGDE
Atualmente, a associação ao SWGDE consiste em aproximadamente setenta (no máximo 100) examinadores forenses, cientistas e gerentes de mais de duas dúzias de agências federais, estaduais e locais de aplicação da lei, além de representantes das comunidades acadêmica, privada e de pesquisa. Os membros elegem seus oficiais internamente. O SWGDE é composto por um Conselho Executivo, oito comitês permanentes e comitês ad-hoc nomeados conforme a necessidade. Os comitês permanentes são Forense de Áudio, Forence Computacional, Imagem, Fotografia, Padrões de Qualidade, Vídeo, Membros e Divulgação. Os comitês de Imagem, Fotografia e Vídeo foram adicionados em junho de 2015, quando o Scientific Working Group on Imaging Technology (SWGIT), em português Grupo de Trabalho Científico sobre Tecnologia de Imagem, encerrou as operações.